# موائم

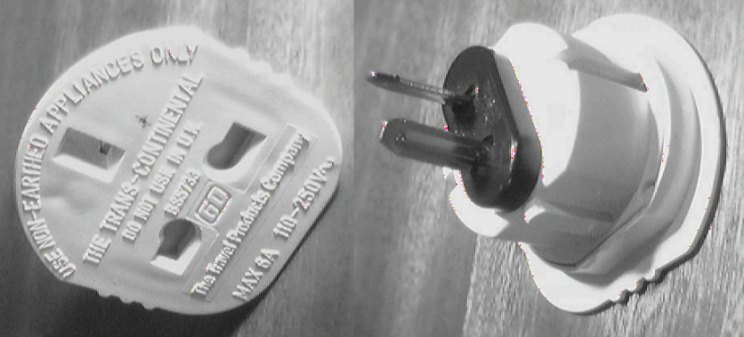
تسمح تحويلة كهرباء المسافر، بتحويل منفذ الكهرباء البريطانية إلى مقبس يوافق شكل مقبس الكهرباء الأمريكي أو الأسترالي.

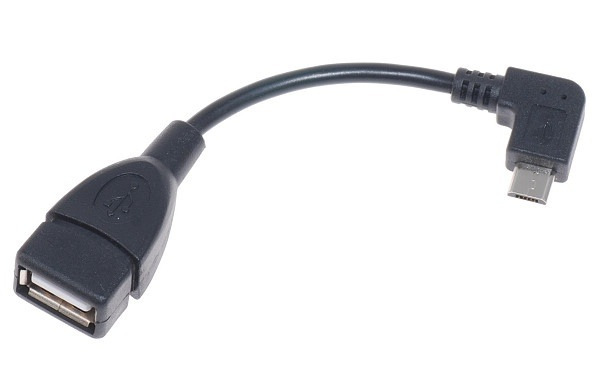
موائم لوصل منفذ USB نوع-A مع USB ميكرو-B.

المُوائِم أو المهايئ أو المُوفِّق أو الموائمة أو بطاقة التواؤم أو وصلة الموائمة أو وصلة المهايئة (بالإنجليزية: Adapter أو adaptor)‏ هو جهاز أو أداة ملحقة تقوم بتحويل خصائص جهاز أو نظام لتوائم خصائص جهاز أو نظام آخر غير متوافق معه، ويسمح الموائم بوصل وتشغيل وتجميع أجهزة لم تكن مصممة للتجميع والعمل مع بعض. تعدِّل بعض الموائمات خصائص الإشارة أو التيار الكهربائي في حين أن موائمات أخرى ليست إلا هيئة موائمة شكليا لنوع معين من الموصلات.

## موائمات السفر
العديد من الدول التي لها علاقات مع أروبا تستخدم جهد المأخذ الرئيسي 230 فولط، 50 هرتز، باستخدام أنواع مختلفة من المقابس، تظهر صعوبات عند نقل أجهزة كهربائية بين دول تستخدم مقابس مختلفة. يسمح الموائم الكهربائي الخامل، ويسمى أحيانا مقبس الترحال أو موائم الترحال باستخدام مقبس من منطقة معينة مع آخذ كهربائي أجنبي. باعتبار أن بعض الدول توفر الكهرباء بالجهد 120 فولط، والتردد 60 هرتز، فإن استخدام موائم الترحال في دول التغذية الكهربائية فيها مختلفة يمكن أن يعرض سلامة الأجهزة لخطر إن كانت لا تدعم جهد الدخل (input voltage).

## موائمات التيار الكربائي المتردد إلى المستمر

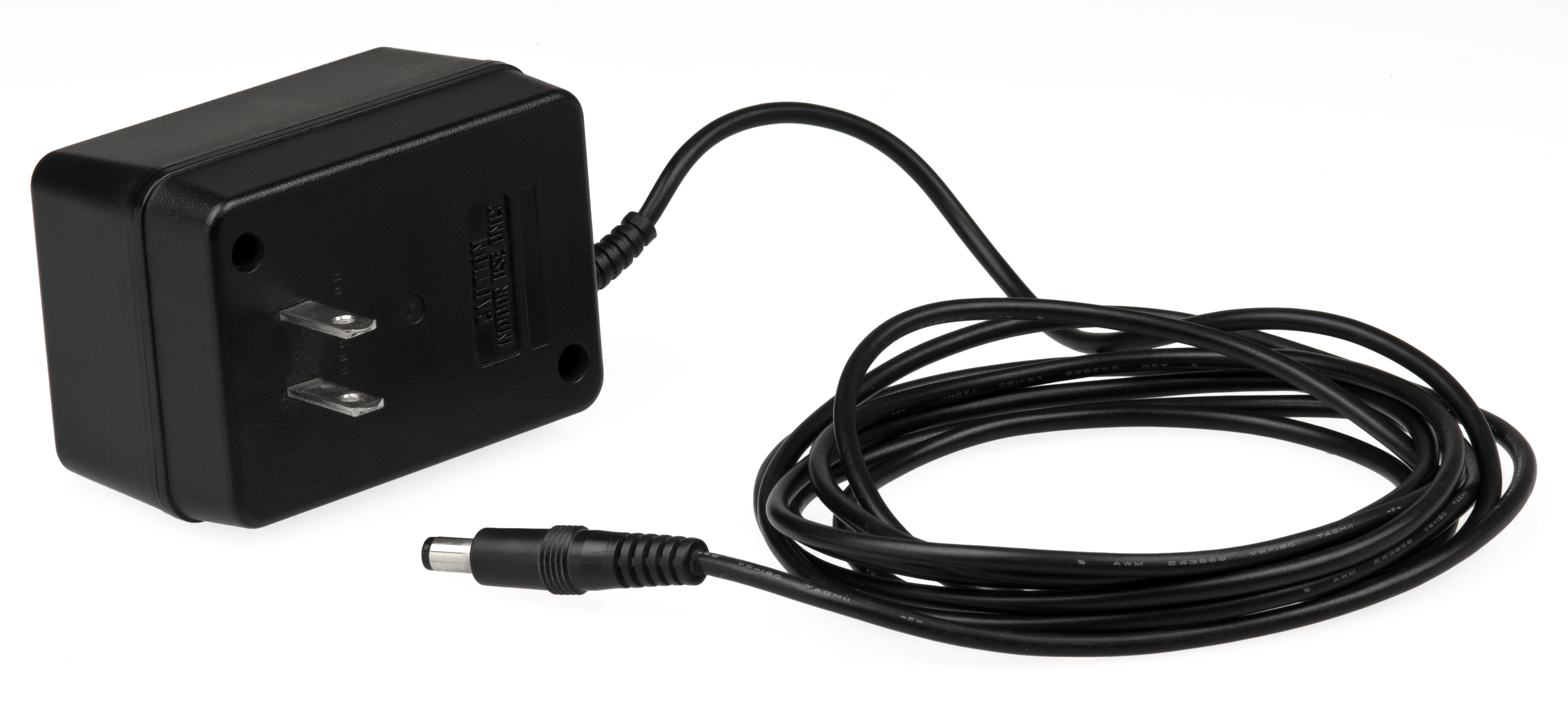
موائم تيار كهربائي متردد إلى تيار كهربائي مستر خاص بمنصة ألعاب ننتندو.

موائم أو محول التيار الكهرباي المتردد إلى تيار مستمر (AC-to-DC) يقوم بموائمة الكهرباء من الجهد الرئيسي المنزلي (سواء 120 أو 230 فولط متردد) إلى جهد منخفض مستمر مناسب لتزويد أجهزة وإلكترونيات استهلاكية بهذه الخصائص. تسمى مزودات الكهرباء الصغيرة المنفصلة التي تزويد الإلكترونيات بالتيار المستمر موائمات التيار المتردد أو الشاحنات.

## موائمات الحاسوب
يصل الموائم المضيف الحاسوب بجهاز ملحق مثل: جهاز تخزين، شبكة، أو جهاز تفاعل بشري. كما يمكن أن يُرى الموائم المضيف على أنه يجسر البروتوكولات المستخدمة على النواقل بين الأجهزة الملحقة والحاسوب وبين أجهرة الحاسوب داخليا، يسمى كذلك موائم ناقل مضيف. بالمثل يمكن لأنواع محددة من الأجهزة أن تسمى الموائمات: جهاز التحكم بواجهة تفاعل الشبكة يمكن أن تسمى موائم الشبكة، وبطاقة الرسوميات بموائم العرض.

### موائمات لمنافذ خارجية
تسمح الموائمات (تسمى أحيانا مفاتيح رقمية) بوصل جهاز ملحق ذي مقبس واحد مع مقبس آخر مختلف على الحاسوب. تُستخدم في العادة لوصل الأجهزة الحديثة بمنافذ قديمة أو أنظمة قديمة، أو وصل أجهزة قديمة بمنافذ حديثة. يمكن لهذه الموائمات أن تكون خاملة بالكامل أو تحتوي على دارة نشيطة.
من أشهر الأمثلة: موائم USB [الإنجليزية].
يمكِّن أحد أنواع موائمات المنفذ التسلسلي من الاتصال بين رابطات كهربائية ذات 25 وصلة و9 وصلات،  من دون التأثير على خصائص الطاقة الكهربائية والإشارة الخاصة بها.